# محمد عبد الهادي جمال
محمد عبد الهادي محمد جمال باحث ومؤرخ كويتي، من مواليد مدينة الكويت عام 1942م. حصل على شهادة البكالريوس من جامعة ولاية كولورادو بالولايات المتحدة الأمريكية-قسم التجارة عام 1967م وشهادة الماجستير من الجامعة الأميركية في بيروت - برنامج إدارة التنمية عام 1971م.عمل في إدارة ومصفاة الشعيبة بشركة البترول الوطنية الكويتية (1968م - 1972م) ومكتب التسويق العالمي التابع للشركة في لندن (1972م - 1974م).عمل في بنك الكويت الصناعي (1974م-2012م) من المهتمين بالتراث والتاريخ خاصة ما يتعلق بمنطقة الخليج والجزيرة العربية.
● أصدر المؤلفات التالية: الكويت وأيام الاحتلال عام 1992م، تاريخ الخدمات البريدية في الكويت عام 1994م، تاريخ العملة والنقود في دولة الكويت عام 1999م، أسواق الكويت القديمة عام 2001م، الموانئ الكويتية بين الأمس واليوم عام 2002م، الحرف والمهن والأنشطة التجارية القديمة في الكويت 2003م، طوابع البريد العربية في قرن ونصف 2004م.محتويات متحف 2011 ولقاء مع التاريخ، مقابلات أجراها مع الحاج إسماعيل علي إسماعيل جمال. مرفق بها مخطط تقريبي لمدينة الكويت عام 1951م
● حصل على جائزة الدولة التشجيعية لعام 2003م عن كتاب "الحرف والمهن والأنشطة التجارية القديمة في الكويت "
● رئيس الجمعية الكويتية لهواة الطوابع والعملات 2005.